# Montredon-Labessonnié
Montredon-Labessonnié is een gemeente in het Franse departement Tarn (regio Occitanie) en telt 2030 inwoners (1999). De plaats maakt deel uit van het arrondissement Castres.

## Geografie
De oppervlakte van Montredon-Labessonnié bedraagt 111,1 km², de bevolkingsdichtheid is 18,3 inwoners per km².
De onderstaande kaart toont de ligging van Montredon-Labessonnié met de belangrijkste infrastructuur en aangrenzende gemeenten.

## Demografie
Onderstaande figuur toont het verloop van het inwonertal (bron: INSEE-tellingen).